# Сверхскопление Девы — Волос Вероники
Сверхскопление Девы — Волос Вероники — огромная галактическая нить протяжённостью в миллиарды световых лет, в состав которой входит Ланиакея.
Сверхскопление является двойным, поэтому описание суперструктуры состоит из двух частей.
Местное сверхскопление галактик (Сверхскопление Девы, или Суперкластер Девы) — нерегулярное сверхскопление галактик размером около 200 миллионов световых лет, включающее Местную группу галактик, скопление галактик в Деве и несколько других скоплений и групп галактик.
Всего в состав Местного сверхскопления входят как минимум 100 групп и скоплений галактик (с доминирующим скоплением Девы в центре) и около 30 тысяч галактик; его масса по порядку величины 1015 масс Солнца (2⋅1045 кг).
Поскольку его светимость слишком мала для такого количества звёзд, считается, что на бо́льшую часть массы сверхскопления приходится масса тёмной материи.
Сверхскопление Девы притягивается к гравитационной аномалии под названием Великий аттрактор, которая расположена рядом со скоплением Наугольника. Входит в волокнистую структуру Ланиакею.

## Структура
Местное сверхскопление — характерный пример крупномасштабной структуры Вселенной. Оно является уплощённым образованием, состоящим из нескольких цепочек галактик (филаментов), которое в проекции на небо выглядит как охватывающая весь небосвод полоса, в пределах которой наблюдается большинство ярких галактик (своего рода аналог Млечного Пути). Впервые эту особенность в распределении объектов ночного неба обнаружил великий астроном Вильям Гершель ещё в конце XVIII века, затем её несколько раз переоткрывали, пока наконец в 1953 году к ней не привлёк внимание Жерар де Вокулёр (США).
В отличие от скоплений, сверхскопления галактик не являются гравитационно связанными структурами, они принимают участие в общем расширении Вселенной, поэтому расстояния до объектов Местного сверхскопления можно измерять с помощью закона Хаббла.
Распределение галактик местного сверхскопления в пространстве
Подробные карты Местного сверхскопления галактик опубликовал в 1982 году астроном Р. Брент Талли из Астрономического университета в Гонолулу (Гавайи, США). Он показал, что подавляющее большинство галактик (60 %) находятся в узком слое толщиной всего около 10 млн св. лет вблизи плоскости Сверхскопления. Вблизи центра Сверхскопления расположена большая концентрация галактик — скопление Девы. 98 % галактик Местного сверхскопления принадлежат 11 облакам, суммарный объём которых не превышает 5 % объёма всего Сверхскопления. Все эти облака вытянуты в направлении скопления Девы, что объясняется, вероятно, приливным действием этого массивного образования.
Составной частью Местного сверхскопления является Местный лист — плоское облако галактик (радиус около 23 млн световых лет, толщина около 5 млн св. лет), содержащее в себе Местную группу и ещё несколько небольших групп галактик.

## Список групп и скоплений в сверхскоплении Девы
В порядке убывания числа галактик большого видимого размера:
- Скопление Девы
- Скопление Печи
  - Местная группа
  - Скопление Эридана (некоторые считают частью скопления Печь)
  - Скопление Большой Медведицы
  - Скопление Девы II (скопление NGC 4697)
  - Скопление Пса II
  - Скопление Золотой Рыбы
  - Группа M83 (Центавр А или группа NGC 5128)
  - Скопление Льва I (группа M96, включающая в себя группу M66)
  - Скопление NGC 7582
  - Группа M81
  - Скопление Пса I
  - Скопление NGC 5033
  - Скопление NGC 2997
  - Скопление NGC 1023
  - Группа Скульптора
  - Группа M101 (в том числе группа M51)
  - Скопление NGC 6744
  - Скопление Маффеи
  - Скопление Дракона
  - Скопление Девы III (группа NGC 5364)
  - Скопление Льва II (очень большое, но отдалённое)

Сверхскопление Волос Вероники (SCl 117) — сверхскопление галактик в созвездии Волосы Вероники. Сверхскопление находится на расстоянии 300 миллионов световых лет от Земли в центре Великой стены CfA2. Сверскопление имеет близкую к сферической форму, достигая в диаметре 20 миллионов световых лет, и содержит более 3000 галактик. Основными скоплениями в сверхскоплении являются скопление Волос Вероники (Abell 1656) и скопление Льва (Abell 1367).
Сверхскопление Волос Вероники является ближайшим к сверхскоплению Девы массивным скоплением галактик. Будучи одним из первых обнаруженных сверхскоплений, Сверскопление Волос Вероники помогло астрономам понять крупномасштабную структуру Вселенной.